# Trafik AB Västerhejde–Visby
Die Trafik AB Västerhejde–Visby war eine schwedische Aktiengesellschaft.
Am 15. September 1911 wurde für eine Eisenbahnstrecke zwischen Visborgsslätt und Bjärs eine Konzession erteilt. Hintergrund dieser Konzession war, das neu gegründete Sanatorium in Kneippbyn mit einer Eisenbahn zu erschließen. Deshalb wurde Anfang 1912 die Transport AB Västerhejde–Visby gegründet.
Die ersten beiden Kilometer zwischen dem Abzweig Förvaltarebostaden an der Strecke Bahnstrecke Visby–Visborgsslätt und Kneippbyn wurde am 23. Juni 1912 eröffnet, am 29. August wurden die restlichen drei Kilometer zwischen Kneippbyn und Bjärs für die öffentliche Nutzung freigegeben.
Noch vor der Eröffnung wurde am 16. März 1912 ein Vertrag geschlossen, nach dem das neue Eisenbahnverkehrsunternehmen die Strecke zwischen Visby und Visborgsslätt von der Trafik AB Visby–Visborgsslätt pachtete. Durch den Vertrag wurde festgelegt, dass die Betriebsführung für den Personenverkehr auf der gesamten Strecke zwischen Visby und Hallvards in der Västerhejde durch die Trafik AB Västerhejde–Visby unter dem Namen Visby–Visborgsslätt–Bjärs Järnväg (VVJ) erledigt wird. Der Güterverkehr auf der Strecke wurde von der Gotlands Järnvägsaktiebolag durchgeführt. Nach den Festlegungen in der Konzession wurde der Endbahnhof von Bjärs in Hallvards umbenannt.
Der Verkehr auf der VVJ wurde mit drei Dampftriebwagen und teilweise mit Dampflokomotiven und Reisezugwagen durchgeführt. Der Aufkommen an Reisenden auf der Strecke war im Sommer immer sehr umfangreich, im Winter jedoch gering. Deshalb ging die Gesellschaft bereits 1931 in Liquidation, hielt aber den Verkehr dennoch bis 31. Dezember 1939 aufrecht. Nach der Stilllegung des gesamten Verkehrs auf dem Abschnitt zwischen Kneippbyn und Hallvards am 1. März 1940 wurde dieser Streckenteil abgebaut.
Im Jahre 1941 wurde die Reststrecke Förvaltarebostaden–Kneippbyn verstaatlicht und die Gesellschaft aufgelöst.